# Nicoletta
Pour les articles homonymes, voir Grisoni.
Nicole Grisoni, dite Nicoletta, née le 11 avril 1944 à Vongy (Haute-Savoie), aujourd'hui intégré à Thonon-les-Bains, est une chanteuse franco-suisse.

## Biographie

### Enfance, formation et débuts
Issue de l'abus par un ami d'enfance âgé de 17 ans et présentant lui-même une certaine déficience intellectuelle sur sa mère Jeanne, atteinte d'un handicap mental et qui la met au monde à 19 ans, Nicole Grisoni est élevée par une grand-mère maternelle mélomane. Elle rend hommage à sa grand-mère à la suite de la mort de sa mère par sa reprise de Mamy Blue (1971), une chanson composée et écrite par Hubert Giraud en 1970. En 2018, dans l'émission de France 3 La Vie secrète des chansons, Nicoletta précise que cette chanson rend également hommage à sa mère, « mamy » s'inspirant du terme anglais « mummy » qui signifie « maman ». Cet épisode de sa vie lui inspirera plus tard le livre La Maison d'en face, publié en 2008 aux Éditions Florent-Massot. Jeanne meurt à l'âge de 40 ans d'un cancer, et Nicole, qui a elle-même 19 ans à cette date, fait alors une tentative de suicide. Elle dira de Mamy Blue qu'il s'agit même essentiellement d'un hommage à sa mère à la suite de la perte de celle-ci et que, à commencer par sa grand-mère, le public ne l'a pas compris.
Nicole passe son enfance à Vongy, commune haut-savoyarde, aujourd'hui rattachée à Thonon-les-Bains, où elle a toujours ses habitudes. Très jeune, elle est membre de la chorale paroissiale. La proximité de Genève lui fait découvrir le blues venu des États-Unis ainsi que la musique d'Elvis Presley.
Entre 1954 et 1960, elle est pensionnaire du Centre du Bon-Pasteur, institut d'éducation pour jeunes filles tenu par des religieuses à Annonay. Elle en garde des souvenirs extrêmement douloureux et critiques (à de très rares exceptions près),.
Durant ses vacances scolaires, elle rejoint Vongy et chante régulièrement avec les enfants de chœur à l'église Notre-Dame d'Annonay. Elle découvre alors le gospel et reviendra souvent travailler sa voix dans cette église. Sa passion pour le chant lui vaut alors un début de notoriété dans sa région, non seulement comme choriste mais aussi, dès 1958, comme soliste.
Elle étudie ensuite au lycée des Platanes (futur LEP Montgolfier). En juillet 1960, elle quitte Annonay pour occuper un emploi de lingère aux établissements Bon-Pasteur (on lui fait plier toute la journée des serviettes périodiques). Avant de parvenir (émancipée en fin d'adolescence, elle rejoindra Paris et les lumières du Quartier Latin) à s'extraire de ce milieu, elle passe également dans d'autres établissements de ce réseau religieux, à Lyon et au Puy-en-Velay, ainsi qu'à la clinique Saint-Joseph de Rosières.
En 1961, elle travaille comme disc jockey dans les clubs en vogue de Saint-Germain-des-Prés. Elle fait bientôt des « bœufs » au Bilboquet. Repérée par Léo Missir, directeur artistique chez Barclay, elle enregistre son premier EP 45 tours en 1966. Y figurent une reprise de L'Homme à la moto, le succès d'Édith Piaf, une chanson de Nino Ferrer Pour oublier qu'on s'est aimé, mais c'est surtout Encore un jour sans toi de Guy Marchand et Léo Missir qui la révèle au grand public.

### Années 1960-1970: le succès
En 1967, Nicoletta connaît deux grands succès qui vont consolider sa carrière naissante : 
- La Musique, adaptation d'Ann Grégory d'après Angelica de Cynthia Weil et Barry Mann, interprétée par ce dernier en 1966 ;
- Il est mort le soleil, paroles de Pierre Delanoë et musique d'Hubert Giraud, qui devient sa référence et dont elle fait un standard grâce à son interprétation. La chanson est présélectionnée pour représenter la France au Concours Eurovision de la chanson 1967, mais n'est pas choisie par le jury, qui lui préfère Il doit faire beau là-bas interprété par Noëlle Cordier. L'œuvre de Nicoletta sera adaptée et interprétée par Ray Charles sous le titre The Sun Died et notamment reprise par Tom Jones.

En 1970, elle enregistre Ma vie c'est un manège, (Auteurs : John Worth, Leslie David Reed ; Adaptateurs : Yves Dessca, Anne Gregory ; Compositeurs : John Worth, Leslie David Reed) qui reste encore aujourd'hui parmi ses principaux succès.
Elle poursuit en 1971 avec Mamy Blue, un titre gospel écrit et composé encore par Hubert Giraud, qui rencontrera un énorme succès et sera maintes fois repris, notamment par Demis Roussos, Dalida ou encore le Golden Gate Quartet. Elle tourne la même année au cinéma, dans le film Un aller simple de José Giovanni.
En 1973, elle fonde son propre label, « Rapa Nui », afin de se produire mais aussi dans le but d'aider de jeunes chanteurs. La même année, elle enregistre Fio Maravilha, adaptation en français du parolier Boris Bergman d'une chanson du Brésilien Jorge Ben Jor écrite en hommage au footballeur Fio Maravilha. Elle enregistre également Les Volets clos, chanson qui sera le générique du film de Jean-Claude Brialy Les Volets clos.
En 1974, elle est couronnée par l'Académie Charles-Cros pour son enregistrement de Enfants venez chanter l'espoir. Elle interprète le générique de la version française du film Papillon de Franklin Schaffner. La même année, elle enregistre Glory Alleluia dont le parolier et arrangeur est André Pascal, une chanson de Noël qui, à l'origine, est un chant patriotique américain écrit par Julia Ward Howe en novembre 1861 et publié pour la première fois en février 1862 pendant la Guerre de Sécession.
En 1975, elle est pour la première fois sur la scène de l'Olympia de Paris en tant que vedette. Elle enregistre également À quoi sert de vivre libre ? En 1979, elle se produit sur la scène de Bobino.
Artistiquement exigeante, elle mène une campagne contre le play-back. C'est ainsi qu'elle privilégie la scène à la télévision.

### Années 1980 et 1990
En 1983, Nicoletta rencontre un nouveau succès avec Idées noires en duo avec Bernard Lavilliers.
En 1987, elle joue le rôle de Jenny dans l'opéra Grandeur et décadence de la ville de Mahagonny (Kurt Weill et Bertolt Brecht). À la fin de la même année, elle interprète également Esméralda dans la comédie musicale Quasimodo composée par William Sheller. À partir de cette époque, elle multiplie les galas. Elle continue à enregistrer des disques plus intimistes, avec de nombreuses collaborations (William Sheller, Richard Cocciante, Pierre Delanoë, etc.).
En 1992, elle perd sa grand-mère et se tourne vers la religion. Elle réunit alors une chorale gospel antillaise avec qui elle donne des concerts. De cette tournée, naît son premier album live, comprenant notamment un titre de Jacques Brel, Quand on n'a que l'amour. Dès lors, elle se produit dans des concerts engagés, notamment en faveur du tiers-monde.
En 1998, elle signe les textes de deux titres publiés sur l'album Connivences, là encore en collaboration avec William Sheller. En octobre de la même année, elle fête ses trente ans de carrière sur la scène du Casino de Paris.

### Depuis 2000
En mars 2001, elle est l'une des nombreuses interprètes du titre Que serai-je demain ? en tant que membre du collectif féminin Les Voix de l'espoir créé par Princess Erika. À la fin de l'année, les candidats de la première saison de Star Academy reprennent comme hymne sa chanson La Musique.
En 2006, elle sort un nouvel album, Le Rendez-vous, chez Universal Classics, album à prédominance jazz, avec des reprises de standards tels que Summertime, Georgia on My Mind, Bei mir bist du schon, mais aussi des titres écrits par Bernard Lavilliers (Samba Cançao), Patrick Eudeline (Comme si de rien et Les Hauts murs) et Manu Chao.

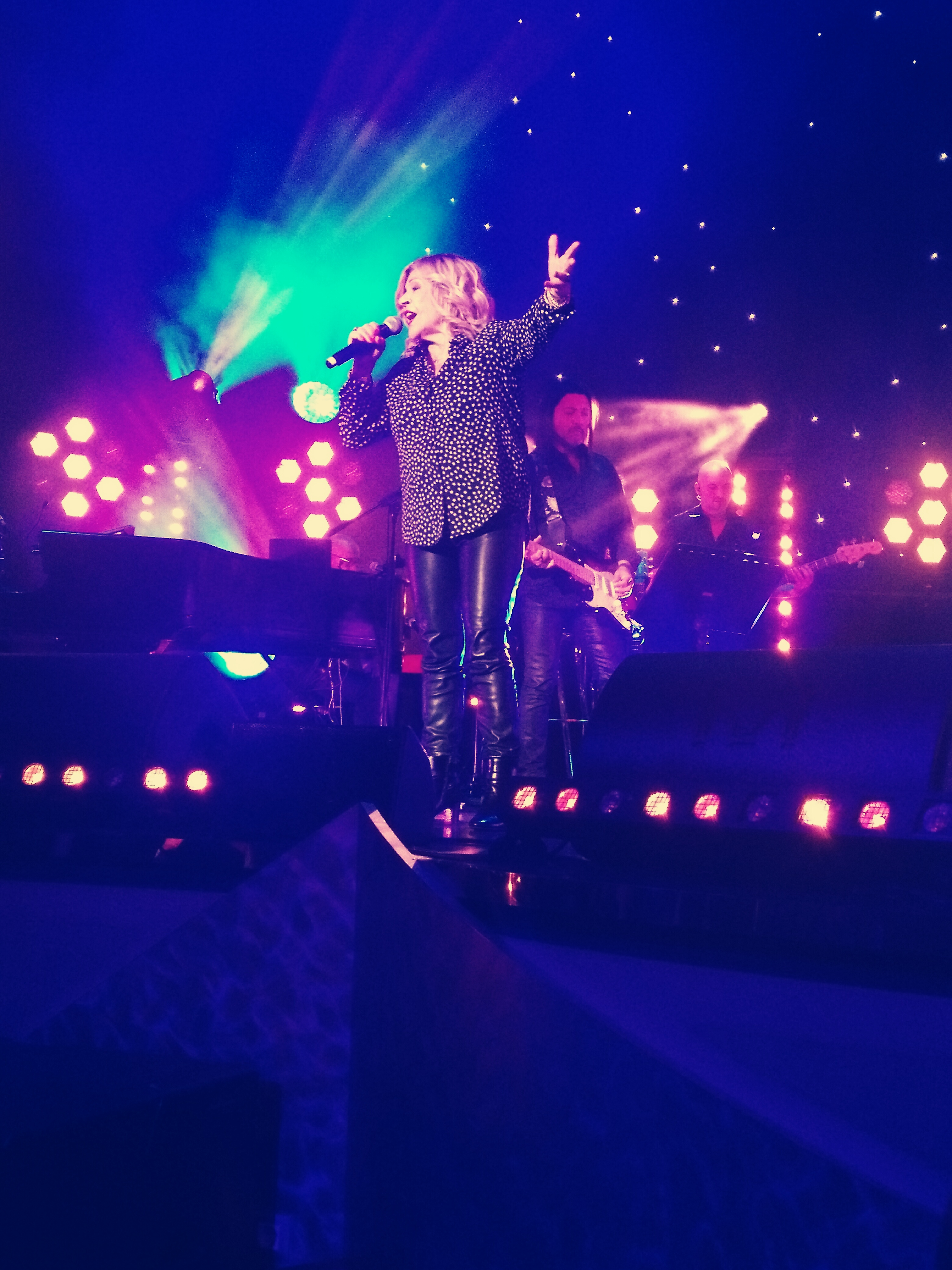
Nicoletta sur la scène de la croisière Âge tendre en novembre 2017.

Elle conserve l'affection du public, notamment grâce à sa voix blues puissante, tout à fait unique dans le paysage musical français, puisque même Ray Charles disait qu'elle était « la seule blanche à avoir une voix de noire… ». En octobre 2009, elle fête ses quarante ans de carrière à l'Alhambra.
En 2011, elle s'associe au chanteur de rap JoeyStarr du groupe Suprême NTM, pour reprendre son célèbre Mamy Blue sur l'album du rappeur intitulé Egomaniac. En septembre 2012, elle donne un concert avec quatre cents choristes à Saint-Gervais, à proximité de Bordeaux.
En mars 2013, sort son 15e album, intitulé Ici et ailleurs, regroupant onze titres inédits dont deux duos avec Florent Pagny et JoeyStarr, avec le titre Petite Sœur comme premier extrait. Elle participe également à l'émission de divertissement Un air de star sur M6. Elle continue en parallèle les galas et concerts, souvent accompagnée d'une chorale gospel.
En décembre 2017, elle tourne pour France 2 dans le téléfilm Les Ombres du passé, aux côtés de Frédéric Diefenthal et Samuel Le Bihan, pour une diffusion le 7 novembre 2018.
De janvier à avril 2018, elle participe pour la première fois à la tournée Âge Tendre pour trente dates aux côtés de nombreux artistes. En novembre 2017, elle participe à la croisière Âge Tendre. Elle y interprète quatre de ses plus grands tubes, La Musique, Fio Maravilha, Il est mort le soleil et Mamy Blue.
En 2022, elle fait partie du jury de l’émission Eurovision France, c'est vous qui décidez !, visant à sélectionner le représentant de la France au Concours Eurovision.
En 2024, le titre Fio Maravilha est remixé par le groupe électro français Bon Entendeur sur leur album Rivages.

### Vie privée
En 1978, Nicoletta se marie avec Patrick Chappuis, un bijoutier suisse. De cette union naît Alexandre, en 1979. Le couple divorce en 1987.
Le 23 mai 2011, elle épouse à Vongy son producteur, Jean-Christophe Molinier,, avec qui elle vit depuis 1990.

## Décorations
- Officier de l'ordre des Arts et des Lettres (2010)[15]

## Discographie

### Albums
- 1967 : Il est mort le soleil
- 1969 : Olympia
- 1970 : Ma vie c'est un manège
- 1971 : Visage
- 1973 : Nicoletta 73
- 1973 : Viens te balader au creux de mes chansons
- 1975 : Sur les bords de la tendresse
- 1976 : L'amour violet
- 1978 : Palace
- 1980 : Naturel... ma belle!
- 1982 : Qu'est-ce qui m'arrive?
- 1987 : Vivre aujourd'hui
- 1995 : J'attends, j'apprends
- 1996 : The Gospel Voices
- 1998 : Connivences
- 2006 : Le rendez-vous
- 2013 : Ici et ailleurs
- 2021 : Amours & pianos (Réinterprétation de 12 chansons de son répertoire version piano-voix)

## Filmographie

### Cinéma
- 1971 : Un aller simple, film de José Giovanni : Rose

### Télévision
- 1990 : Le Triplé gagnant (série télévisée, épisode 3 : Le manoir des veuves)
- 1999 : Commissaire Moulin (saison 5, épisode 12 : Sérial Killer) : la mère de Valérie
- 2018 : Les Ombres du passé, téléfilm de Denis Malleval : Jeanne Leblanc

## Publications
- 45 tours et puis s'en vont (Une femme et son métier), éditions Robert Laffont, 1977 ;
- La Maison d'en face : Souvenirs (autobiographie), éd. Florent Massot, 2008.